# Мистификация (фильм, 2006)
«Мистификация» (англ. The Hoax) — кинофильм 2006 года, поставленный режиссёром Л. Халльстрёмом.
В главных ролях Ричард Гир и Альфред Молина. Фильм основан на автобиографической книге Клиффорда Ирвинга «Мистификация», впервые опубликованной издательством The Permanent Press в 1981 году.

## Сюжет
1971 год. Руководство издательства McGraw-Hill выражает готовность издать книгу Клиффорда Ирвинга Rudnick’s Problem, хотя его предыдущая работа Fake! продавалась весьма плохо. Писатель верит в прорывной характер будущей книги для его карьеры, но издатели в итоге отказываются её выпускать после негативного отзыва редактора журнала Life.
Отдыхавшего в отеле со своим другом и писателем Ричардом Саскиндом Ирвинга выгоняют в час ночи из-за прибытия эксцентричного миллиардера Говарда Хьюза, который потребовал освободить для него все здание. Вернувшись в Нью-Йорк для встречи со своими издателями, писателю приходится встретиться лишь с их помощниками. В ярости Ирвинг врывается в зал заседаний и говорит, что его новый проект станет «книгой века», после чего угрожает отдать её конкурентам. После этого писатель изо всех сил пытается придумать подходящую его заявлению тему, к окончательному выбору его подталкивает обложка журнала «Life» с Хьюзом..
Ирвинг сообщает McGraw-Hill, что миллиардер нанял его помочь в написании автобиографии, в качестве доказательства предъявляя им записки Хьюза, в реальности написанные им самим. Специалисты по почерку подтверждают их подлинность, и издательство предлагает 500 тыс. долл. за книгу. Ирвинг считает, что затворник Хьюз вряд ли подаст на него в суд, а эксцентричность миллиардера позволит отклонить любые отрицания подлинности книги.
В это время у Ирвинга были семейные проблемы со своей женой-художницей Эдит, которой он в тайне изменял. Чтобы обмануть экспертов, Ирвинг и Саскинд днями изучают связанные с Хьюзом документы. Они незаконно получают копию черновика биографии бывшего помощника миллиардера Ноя Дитриха, которая позволяет усилить подлинность будущей книги. Ирвинг декламирует отрывки на магнитофон в роли Хьюза, одеваясь как миллионер и надевая в ходе этих сеансов усы.
По мере работы над книгой Ирвинг получает коробку с материалами о сомнительных сделках между Хьюзом и президентом США Ричардом Никсоном. Он считает, что посылку отправил Хьюз, и убеждает себя, что Хьюз хочет, чтобы этот вредный материал был включен в книгу в знак того, что он поддерживает эту работу.
По мере приближения даты публикации Ирвинг «срывает» запланированную встречу Хьюза с издателями. Сам предприниматель официально отрицает участие в работе над книгой, но руководители McGraw-Hill убеждены в обратном. Они рассматривают неизданную книгу как бестселлер, и Ирвинг начинает работать над увеличением выплат для себя и (предположительно) Хьюза. Ирвинг и Эдит придумывают для неё схему внесения на счет в швейцарском банке подлежащего оплате чека «Х. Р. Хьюз» с использованием поддельного паспорта на имя «Хельга Р. Хьюз» (в английском языке Howard и Helga начинаются с одинаковой буквы).
Напряжение делает Ирвинга все более параноидальным. У него появляются подпитываемые алкоголем фантазии о том, что его похитили люди Хьюза. Его роман с Ван Палландт продолжается, и необходимость притворяться верным жене лишь усиливает стресс. Хьюз организует телеконференции и отрицает какое-либо сотрудничество с Ирвингом. Писателя арестовывают, и он соглашается сотрудничать со следствием в обмен на неприкосновенность для Эдит. На пресс-конференции представитель правительства объявляет, что Ирвинг, Эдит и Саскинд получили короткие тюремные сроки.
Радиорепортаж сообщает о внезапной волне судебных решений в пользу компаний Хьюза. Ирвинг считает, что его книга использовалась для того, чтобы Никсон стал должником предпринимателя. Концовка фильма намекает, что обыски и прослушивание штаб-квартиры Демократической партии в отеле «Уотергейт» связаны с опасениями президента из-за наличия у Хьюза дополнительного компромата.

## В ролях
| Актёр               | Роль                |
| ------------------- | ------------------- |
| Ричард Гир          | Клиффорд Ирвинг     |
| Альфред Молина      | Ричард Саскинд      |
| Илай Уоллак         | Ной Дитрих          |
| Марша Гей Харден    | Эдит Ирвинг         |
| Хоуп Дэвис          | Андреа Тейт         |
| Жюли Дельпи         | Нина ван Палланд    |
| Стэнли Туччи        | Шелтон Фишер        |
| Кристофер Эван Уэлш | Альберт Вандеркамп  |
| Питер Макробби      | Джордж Гордон Холмс |
| Желько Иванек       | Ральф Грэйвс        |
| Милтон Бурас        | Говард Хьюз         |